# Giles Sweit
Giles Sweit (* 1586; † 4. Dezember 1672), auch bekannt als Egidius Sweit, Giles Sweet oder Swett war Regius Professor of Civil Law der University of Oxford und Dean of Arches.

## Leben
Sweit studierte in Oxford, erst am Oriel College, später in St. Mary’s Hall. 1632 erwarb er seinen Abschluss in Civil Law. Ab dem 29. Oktober 1632 wurde er als Mitglied von Doctors’ Commons zugelassen. Von 1661 bis 1664 war Sweit Leiter (Principal) von Alban Hall. 1661 wurde er in der Nachfolge von Richard Zouch zum Regius Professor of Civil Law in Oxford ernannt. Im gleichen Jahr folgte er Zouch auch im Amt des Dean of Arches und wurde geadelt. Für das Richteramt wurde er mit den Pfründen der Pfarrei Shipton entlohnt. Während seiner Aktivitäten als Dean of Arches wurde er von seinem späteren Nachfolger Thomas Bouchier im Lehramt vertreten.
Das Todesdatum von Sweit ist unklar. Nach Newcourt verstarb er am 13. September 1672 in seinem Haus in der Knightrider Street in London. Nach Wood und Bliss wurde Sweit am 18. September 1672 in der Kirche von Barn-elmes in der Grafschaft Surrey beigesetzt. Als Ort der Beisetzung nennt Newcourt Barnes in Surrey. Davon abweichend gibt die Church of England als Todesdatum den 4. Dezember 1672 an.